# Anastasia Rodionova
Anasztaszija Ivanovna Rogyionova (oroszul: Анастасия Ивановна Родионова; Tambov, 1982. május 12. –) orosz–ausztrál kettős állampolgárságú teniszezőnő, olimpikon.

## Sportpályafutása
1997-ben kezdte profi pályafutását, eddigi karrierje során 11 páros WTA-tornát nyert meg, emellett 8 egyéni és 13 ITF-tornán végzett az első helyen. Legjobb egyéni világranglista-helyezése 62. hely volt, ezt 2010 augusztus 16-án érte el, párosban a 15. helyen állt 2014. szeptember 8-án. Egy alkalommal vívott Grand Slam-döntőt, a 2003-as wimbledoni teniszbajnokság vegyes páros versenyének végjátékában Andi Rámmal az oldalán két szettes mérkőzésen kapott ki a Lijendar Pedzs, Martina Navratilova párostól. Női párosban a 2010-es US Openen az elődöntőig jutott. 2014-ben párosban kvalifikációt szerzett a WTA Finals-tornán való indulásra, amelyen Alla Kudrjavcevával párban az elődöntőig jutott.
2005-ben Ausztráliába költözött, de a Nemzetközi Teniszszövetség (ITF) szabályai szerint továbbra is Oroszország színeiben játszott egészen 2009. december 10-ig, amikor megkapta az ausztrál állampolgárságot. Ettől kezdve hivatalosan is az Anastasia Rodionova nevet használja.
2012-ben Ausztrália képviseletében vett részt a londoni olimpia női páros versenyén. 2010–2011-ben tagja volt Ausztrália Fed-kupa-válogatottjának.

## Grand Slam döntői

### Vegyes páros

#### Elveszített döntők (1)
| Év   | Bajnokság | Borítás | Partner  | Ellenfél                           | Eredmény |
| ---- | --------- | ------- | -------- | ---------------------------------- | -------- |
| 2003 | Wimbledon | Fű      | Andi Rám | Martina Navratilova Lijendar Pedzs | 3–6, 3–6 |

## WTA döntői

### Páros

#### Győzelmei (11)
| Összesítés           |                        |
| Grand Slam-torna (0) |                        |
| Tier I (0)           | Premier Mandatory* (0) |
| Tier II (0)          | Premier Five* (0)      |
| Tier III (1)         | Premier* (3)           |
| Tier IV (1)          | International* (6)     |
| Tier V (0)           | Challenger* (0)        |
| WTA Finals (0)       |                        |

* 2009-től megváltozott a tornák rendszere.
 Az egymás mellett azonos színnel jelölt tornatípusok között nincs teljes mértékű megfelelés.
|     | Dátum                | Torna                                               | Borítás     | Partner             | Ellenfelek a döntőben                         | Eredmény a döntőben | Eredmény a döntőben |
| 1.  | 2005. november 6.    | Bell Challenge, Québec, Kanada                      | Kemény (f)  | Jelena Vesznyina    | Līga Dekmeijere Ashley Harkleroad             | 6–7, 6–4, 6–2       |                     |
| 2.  | 2007. április 30.    | Estoril Open, Portugália                            | Salak       | Andreea Ehritt-Vanc | Lourdes Domínguez Lino Arantxa Parra Santonja | 6–3, 6–2            |                     |
| 3.  | 2010. június 19.     | Ordina Open, ’s-Hertogenbosch, Hollandia            | Fű          | Alla Kudrjavceva    | Vania King Jaroszlava Svedova                 | 3–6, 6–3, [10–6]    |                     |
| 4.  | 2012. február 12.    | Pattaya Women's Open, Thaiföld                      | Kemény      | Szánija Mirza       | Csan Jung-zsan Csan Hao-csing                 | 3–6, 6–1, [10–8]    |                     |
| 5.  | 2013. január 5.      | ASB Classic, Auckland, Új-Zéland                    | Kemény      | Cara Black          | Julia Görges Jaroszlava Svedova               | 2–6, 6–2, [10–5]    |                     |
| 6.  | 2013. szeptember 15. | Bell Challenge, Québec                              | Szőnyeg (f) | Alla Kudrjavceva    | Andrea Hlaváčková Lucie Hradecká              | 6–4, 6–3            |                     |
| 7.  | 2014. január 4.      | Brisbane International, Ausztrália                  | Kemény      | Alla Kudrjavceva    | Kristina Mladenovic Galina Voszkobojeva       | 6–3, 6–1            |                     |
| 8.  | 2014. február 22.    | Dubai Tennis Championships, Egyesült Arab Emírségek | Kemény      | Alla Kudrjavceva    | Raquel Kops-Jones Abigail Spears              | 6–2, 5–7, [10–8]    |                     |
| 9.  | 2014. október 12.    | Tianjin Open, Kína                                  | Kemény      | Alla Kudrjavceva    | Sorana Cîrstea Andreja Klepač                 | 6–7(6), 6–2, [10–8] |                     |
| 10. | 2016. június 25.     | AEGON International, Eastbourne, Egyesült Királyság | Fű          | Darija Jurak        | Csan Hao-csing Csan Jung-zsan                 | 5–7, 7–6(4), [10–6] |                     |
| 11. | 2017. március 4.     | Mexican Open, Acapulco, Mexikó                      | Kemény      | Darija Jurak        | Verónica Cepede Royg Mariana Duque            | 6–3, 6–2            |                     |

#### Elveszített döntői (13)
|     | Dátum             | Torna                                                     | Borítás    | Partner             | Ellenfelek a döntőben                       | Eredmény a döntőben | Eredmény a döntőben |
| 1.  | 2001. július 29.  | Orange Prokom Open, Sopot, Lengyelország                  | Salak      | Julija Bejhelzimer  | Joannette Kruger Franciaországsca Schiavone | 4–6, 0–6            |                     |
| 2.  | 2005. október 9.  | Tashkent Open, Üzbegisztán                                | Kemény     | Galina Voszkobojeva | Maria Elena Camerin Émilie Loit             | 3–6, 0–6            |                     |
| 3.  | 2006. február 19. | Bangalore Open, India                                     | Kemény     | Jelena Vesznyina    | Liezel Huber Szánija Mirza                  | 3–6, 3–6            |                     |
| 4.  | 2007. május 14.   | Grand Prix de SAR La Princesse Lalla Meryem, Fez, Marokkó | Salak      | Andreea Ehritt-Vanc | Szánija Mirza Vania King                    | 1–6, 2–6            |                     |
| 5.  | 2007. október 1.  | Tashkent Open, Üzbegisztán                                | Kemény     | Taccjana Pucsak     | Kacjarina Dzehalevics Nasztasszja Jakimava  | 6–2, 4–6, [7–10]    |                     |
| 6.  | 2010. február 28. | Malaysian Open, Kuala Lumpur                              | Kemény     | Arina Rodionova     | Cseng Csie Csan Jung-zsan                   | 7–6, 2–6, [7–10]    |                     |
| 7.  | 2010. május 22.   | Internationaux de Strasbourg, Franciaország               | Salak      | Alla Kudrjavceva    | Vania King Alizé Cornet                     | 6–3, 4–6, [7–10]    |                     |
| 8.  | 2011. október 22. | Kremlin Cup, Moszkva                                      | Kemény (f) | Galina Voszkobojeva | Vania King Jaroszlava Svedova               | 6–7(3), 3–6         |                     |
| 9.  | 2013. október 20. | Kremlin Cup, Moszkva                                      | Kemény (f) | Alla Kudrjavceva    | Szvetlana Kuznyecova Samantha Stosur        | 1–6, 6–1, [8–10]    |                     |
| 10. | 2014. február 2.  | PTT Pattaya Open, Thaiföld                                | Kemény     | Alla Kudrjavceva    | Peng Suaj Csang Suaj                        | 6–3, 6–7(5), [6–10] |                     |
| 11. | 2015. március 8.  | Monterrey Open, Mexikó                                    | Kemény     | Arina Rodionova     | Gabriela Dabrowski Alicja Rosolska          | 3–6, 6–2, [3–10]    |                     |
| 12. | 2016. július 23.  | Bank of the West Classic, Stanford, Egyesült Államok      | Kemény     | Darija Jurak        | Raquel Atawo Abigail Spears                 | 3–6, 4–6            |                     |
| 13. | 2018. május 26.   | Internationaux de Strasbourg, Franciaország               | Salak      | Nagyija Kicsenok    | Mihaela Buzărnescu Raluca Olaru             | 5–7, 5–7            |                     |

## WTA 125K-döntői

### Páros: 1 (0−1)
| Eredmény | Dátum         | Torna                              | Borítás | Partner              | Ellenfél                            | Eredmény |
| -------- | ------------- | ---------------------------------- | ------- | -------------------- | ----------------------------------- | -------- |
| Döntős   | 14 March 2016 | San Antonio Open, Egyesült Államok | Kemény  | Klaudia Jans-Ignacik | Anna-Lena Grönefeld Nicole Melichar | 1–6, 3–6 |

## ITF-döntői

### Egyéni: 10 (8–2)
| $100,000 torna |
| $75,000 torna  |
| $50,000 torna  |
| $25,000 torna  |
| $10,000 torna  |

| Eredmény | No. | Dátum                | Torna                         | Borítás | Ellenfél          | Eredmény      |
| -------- | --- | -------------------- | ----------------------------- | ------- | ----------------- | ------------- |
| Döntős   | 1.  | 2000. július 24.     | Pamplona, Spanyolország       | Kemény  | Yvette Basting    | 4–6, 1–6      |
| Győztes  | 1.  | 2001. május 13.      | Maglie, Olaszország           | Salak   | Maja Palaveršić   | 6–2, 6–4      |
| Győztes  | 2.  | 2002. április 7.     | Coatzacoalcos, Mexikó         | Kemény  | Zuzana Hejdová    | 6–3, 4–6, 6–4 |
| Győztes  | 3.  | 2004. május 16.      | Stockholm, Svédország         | Salak   | Anne Kremer       | 7–6, 6–4      |
| Győztes  | 4.  | 2004. június 13.     | Vaduz, Liechtenstein          | Salak   | Yvonne Meusburger | 1–6, 6–3, 7–6 |
| Győztes  | 5.  | 2005. szeptember 25. | Albuquerque, Egyesült Államok | Kemény  | Maureen Drake     | 6–2, 6–3      |
| Győztes  | 6.  | 2005. november 20.   | Nuriootpa, Ausztrália         | Kemény  | Arn Gréta         | 6–3, 6–1      |
| Döntős   | 2.  | 2005. november 27.   | Mount Gambier, Ausztrália     | Kemény  | Ryōko Fuda        | 2–6, 3–6      |
| Győztes  | 7.  | 2009. április 28.    | Bundaberg, Ausztrália         | Salak   | Olivia Rogowska   | 7–5, 6–0      |
| Győztes  | 8.  | 2009. május 5.       | Ipswich, Ausztrália           | Salak   | Nicole Riner      | 6–4, 7–5      |

### Páros: 20 (13–7)
| Eredmény | No. | Dátum                | Torna                            | Borítás     | Partner                 | Ellenfél                                      | Eredmény         |
| -------- | --- | -------------------- | -------------------------------- | ----------- | ----------------------- | --------------------------------------------- | ---------------- |
| Győztes  | 1.  | 1998. november 1.    | Minszk, Fehéroroszország         | Salak       | Jekatyerina Panucskina  | Olga Glouschenko Taccjana Pucsak              | 7–5, 5–7, 6–3    |
| Győztes  | 2.  | 2011. március 25.    | Cholet, Franciaország            | Salak (f)   | Julija Bejhelzimer      | Eléni Danjilídu Germana Di Natale             | 6–1, 7–6(7)      |
| Győztes  | 3.  | 2001. szeptember 17. | Tbiliszi, Grúzia                 | Salak       | Patricia Wartusch       | Erica Krauth Vanesa Krauth                    | 6–2, 6–1         |
| Győztes  | 4.  | 2002. február 3.     | Urtijëi, Olaszország             | Szőnyeg (f) | Julija Bejhelzimer      | Angelika Bachmann Patricia Wartusch           | 6–4, 6–2         |
| Döntős   | 5.  | 2001. szeptember 24. | Batumi, Grúzia                   | Szőnyeg (f) | Nadzeja Asztrovszkaja   | Marosi Katalin Taccjana Pucsak                | 3–6, 6–7(3)      |
| Győztes  | 6.  | 2002. március 18.    | Ciudad Juárez, Mexikó            | Salak       | Marija Kondratyeva      | Olga Vymetálková Magdalena Zděnovcová         | 6–3, 6–0         |
| Döntős   | 7.  | 2002. április 2.     | Coatzacoalcos, Mexikó            | Kemény      | Jekatyerina Kozsokina   | Jorgelina Cravero Melissa Torres Sandoval     | 4–6, 3–6         |
| Döntős   | 8.  | 2003. május 2.       | Saint-Gaudens, Franciaország     | Salak       | Taccjana Pucsak         | Jevgenyija Kulikovszkaja Tetyana Perebijnyisz | 6–7(8), 3–6      |
| Döntős   | 9.  | 2004. április 6.     | Dinan, Franciaország             | Salak (f)   | Gulnara Fattahetgyinova | Darija Jurak Galina Voszkobojeva              | 3–6, 2–6         |
| Győztes  | 10. | 2004. június 7.      | Vaduz, Liechtenstein             | Salak       | Taccjana Pucsak         | Nagy Kira Maria Wolfbrandt                    | 6–3, 6–4         |
| Győztes  | 11. | 2005. április 3.     | Augusta, Egyesült Államok        | Kemény      | Taccjana Pucsak         | Fudzsivara Rika Saori Obata                   | 7–6(3), 6–0      |
| Győztes  | 12. | 2005. április 5.     | Tunica Resorts, Egyesült Államok | Salak       | Taccjana Pucsak         | Gallovits-Hall Edina Varvara Lepchenko        | 6–2, 6–4         |
| Győztes  | 13. | 2005. április 12.    | Jackson, Egyesült Államok        | Salak       | Kristen Schlukebir      | Ahsha Rolle Milagros Sequera                  | 6–1, 3–6, 6–2    |
| Döntős   | 14. | 2005. május 7.       | Varsó, Lengyelország             | Salak       | Taccjana Pucsak         | Karolina Kosińska Alicja Rosolska             | 6–4, 2–6, 6–7(3) |
| Győztes  | 15. | 2005. november 19.   | Nuriootpa, Ausztrália            | Kemény      | Arn Gréta               | Casey Dellacqua Trudi Musgrave                | 6–4, 1–6, 7–5    |
| Döntős   | 16. | 2005. november 27.   | Mount Gambier, Ausztrália        | Kemény      | Arn Gréta               | Ryoko Fuda Sunitha Rao                        | 1–6 feladta      |
| Győztes  | 17. | 2006. április 9.     | Putignano, Olaszország           | Kemény      | Arina Rodionova         | Ivana Abramović Maria Abramović               | 1–6, 6–1, 7–5    |
| Győztes  | 18. | 2009. július 12.     | Biarritz, Franciaország          | Salak       | Csan Jung-zsan          | Akgul Amanmuradova Darja Kusztava             | 3–6, 6–4, [10–7] |
| Győztes  | 19. | 2012. szeptember 30. | Las Vegas, Egyesült Államok      | Kemény      | Arina Rodionova         | Jelena Bovina Gallovits-Hall Edina            | 6–2, 2–6, [10–6] |
| Döntős   | 20. | 2007. október 28.    | Pozsony, Szlovákia               | Kemény      | Olha Szavcsuk           | Renata Voráčová Barbora Strýcová              | 4–6, 4–6         |

## Eredményei Grand Slam-tornákon

### Egyéni
| Grand Slam | Australian Open | Australian Open    | Roland Garros  | Roland Garros      | Wimbledon      | Wimbledon         | US Open        | US Open           |
| Év         | Eredmény        | Utolsó ellenfél    | Eredmény       | Utolsó ellenfél    | Eredmény       | Utolsó ellenfél   | Eredmény       | Utolsó ellenfél   |
| 2001       | –               | –                  | –              | –                  | Selejtező (Q1) | Selejtező (Q1)    | Selejtező (Q2) | Selejtező (Q2)    |
| 2002       | Selejtező (Q1)  | Selejtező (Q1)     | Selejtező (Q1) | Selejtező (Q1)     | Selejtező (Q2) | Selejtező (Q2)    | Selejtező (Q3) | Selejtező (Q3)    |
| 2003       | Selejtező (Q1)  | Selejtező (Q1)     | Selejtező (Q1) | Selejtező (Q1)     | 1. kör         | Virginie Razzano  | Selejtező (Q1) | Selejtező (Q1)    |
| 2004       | Selejtező (Q2)  | Selejtező (Q2)     | –              | –                  | Selejtező (Q1) | Selejtező (Q1)    | Selejtező (Q2) | Selejtező (Q2)    |
| 2005       | Selejtező (Q1)  | Selejtező (Q1)     | Selejtező (Q1) | Selejtező (Q1)     | Selejtező (Q1) | Selejtező (Q1)    | –              | –                 |
| 2006       | Selejtező (Q3)  | Selejtező (Q3)     | 1. kör         | Vera Dusevina      | 2. kör         | Sybille Bammer    | 3. kör         | Sz Kuznyecova     |
| 2007       | 2. kör          | Marija Sarapova    | 1. kör         | Katarina Srebotnik | 1. kör         | Alicia Molik      | 2. kör         | Nagyja Petrova    |
| 2008       | 2. kör          | Katarina Srebotnik | 1. kör         | Peng Suaj          | 1. kör         | Li Na             | 1. kör         | J Bicskova        |
| 2009       | 1. kör          | Sz Kuznyecova      | −              | −                  | Selejtező (Q2) | Selejtező (Q2)    | 3. kör         | K Bondarenko      |
| 2010       | 1. kör          | Sz Kuznyecova      | 3. kör         | Jarmila Groth      | 3. kör         | Li Na             | 2. kör         | Samantha Stosur   |
| 2011       | 1. kör          | Flavia Pennetta    | 3. kör         | Vera Zvonarjova    | 1. kör         | Andrea Hlaváčková | 1. kör         | Alla Kudrjavceva  |
| 2012       | 1. kör          | Caroline Wozniacki | 1. kör         | Mathilde Johansson | 1. kör         | Marija Sarapova   | 2. kör         | Varvara Lepchenko |
| 2013       | Selejtező (Q2)  | Selejtező (Q2)     | Selejtező (Q3) | Selejtező (Q3)     | Selejtező (Q1) | Selejtező (Q1)    | Selejtező (Q3) | Selejtező (Q3)    |
| 2014       | Selejtező (Q2)  | Selejtező (Q2)     | −              | −                  | Selejtező (Q1) | Selejtező (Q1)    | 2. kör         | Sara Errani       |
| 2015       | Selejtező (Q2)  | Selejtező (Q2)     | Selejtező (Q3) | Selejtező (Q3)     | Selejtező (Q1) | Selejtező (Q1)    | Selejtező (Q1) | Selejtező (Q1)    |

### Páros
| Grand Slam | Australian Open             | Australian Open                  | Roland Garros                 | Roland Garros                          | Wimbledon                    | Wimbledon                              | US Open                  | US Open                           |
| Év         | Eredmény Partner            | Utolsó ellenfél                  | Eredmény Partner              | Utolsó ellenfél                        | Eredmény Partner             | Utolsó ellenfél                        | Eredmény Partner         | Utolsó ellenfél                   |
| 2002       | 1. kör Caroline Schneider   | Dája Bedáňová Květa Peschke      | 1. kör J Bejhelzimer          | Amanda Coetzer Lori McNeil             | Negyeddöntő M Weingärtner    | V Ruano Pascual Paola Suárez           | 1. kör M Weingärtner     | Rita Grande Patty Schnyder        |
| 2003       | 1. kör Galina Fokina        | Casey Dellacqua Nicole Sewell    | 1. kör Taccjana Pucsak        | Mandula Petra Patricia Wartusch        | 1. kör M Weingärtner         | Sz Kuznyecova Martina Navratilova      | –                        | –                                 |
| 2004       | 1. kör Evie Dominikovic     | Shinobu Asagoe Saori Obata       | –                             | –                                      | 2. kör Evie Dominikovic      | Barbara Schett Patty Schnyder          | 1. kör Patricia Wartusch | Liezel Huber T Tanasugarn         |
| 2005       | 1. kör Abigail Spears       | Beti Sekulovski Cindy Watson     | –                             | –                                      | 1. kör A Bondarenko          | Jelena Lihovceva Vera Zvonarjova       | –                        | –                                 |
| 2006       | 2. kör Viktorija Kutuzova   | Jelena Lihovceva Vera Zvonarjova | 2. kör Andreea Vanc           | Gyinara Szafina Roberta Vinci          | 2. kör Andreea Vanc          | Eléni Danjilídu A Medina Garrigues     | 2. kör Andreea Vanc      | Janette Husárová Jelena Lihovceva |
| 2007       | 1. kör Andreea Vanc         | Cara Black Liezel Huber          | 2. kör A Ehritt-Vanc          | Alicia Molik Mara Santangelo           | 1. kör A Ehritt-Vanc         | Katarina Srebotnik Szugijama Ai        | 1. kör A Ehritt-Vanc     | Lisa Raymond Samantha Stosur      |
| 2008       | 2. kör Taccjana Pucsak      | Cara Black Liezel Huber          | 2. kör Taccjana Pucsak        | Casey Dellacqua F Schiavone            | 1. kör Taccjana Pucsak       | Serena Williams Venus Williams         | 3. kör Taccjana Pucsak   | Marina Eraković J Kostanić Tošić  |
| 2009       | 2. kör Taccjana Pucsak      | A-L Grönefeld Patty Schnyder     | 3. kör Vera Dusevina          | A Medina Garrigues V Ruano Pascual     | 2. kör G Voszkobojeva        | A Medina Garrigues V Ruano Pascual     | 2. kör Vera Dusevina     | Volha Havarcova Alla Kudrjavceva  |
| 2010       | 3. kör Vera Dusevina        | Sally Peers Laura Robson         | 1. kör Arina Rodionova        | Gallovits Edina Melanie Oudin          | 1. kör Arina Rodionova       | Gisela Dulko Flavia Pennetta           | Elődöntő Cara Black      | Vania King J Svedova              |
| 2011       | Negyeddöntő Cara Black      | Liezel Huber Nagyja Petrova      | Negyeddöntő Nagyja Petrova    | Vania King J Svedova                   | Negyeddöntő Nagyja Petrova   | Sabine Lisicki Samantha Stosur         | 1. kör Csan Jung-zsan    | Andreja Klepač Ana Tatisvili      |
| 2012       | 2. kör Arina Rodionova      | Sara Errani Roberta Vinci        | Negyeddöntő Jarmila Gajdošová | N Llagostera Vives MJ Martínez Sánchez | 2. kör Andreja Klepač        | N Llagostera Vives MJ Martínez Sánchez | 2. kör G Voszkobojeva    | Sabine Lisicki Peng Suaj          |
| 2013       | 3. kör Cara Black           | N Llagostera Vives Cseng Csie    | 3. kör Alla Kudrjavceva       | Varvara Lepchenko Cseng Szaj-szaj      | 1. kör Alla Kudrjavceva      | A Hlaváčková Lucie Hradecká            | 2. kör Alla Kudrjavceva  | Sara Errani Roberta Vinci         |
| 2014       | 1. kör Alla Kudrjavceva     | J Gajdošová Ajla Tomljanović     | 1. kör Alla Kudrjavceva       | Andreja Klepač MT Torró Flor           | Negyeddöntő Alla Kudrjavceva | Babos Tímea Kristina Mladenovic        | 3. kör Alla Kudrjavceva  | Květa Peschke Katarina Srebotnik  |
| 2015       | 2. kör Arina Rodionova      | Sz Kuznyecova Samantha Stosur    | 3. kör Arina Rodionova        | J Makarova J Vesznyina                 | 2. kör Arina Rodionova       | Mona Barthel Ljudmila Kicsenok         | 2. kör Hszie Su-vej      | A-L Grönefeld Coco Vandeweghe     |
| 2016       | Negyeddöntő Arina Rodionova | Hszü Ji-fan Cseng Szaj-szaj      | 1. kör Arina Rodionova        | Babos Tímea J Svedova                  | 2. kör Darija Jurak          | Konta Johanna Maria Sanchez            | 2. kör Darija Jurak      | Hozumi Eri Kato Miju              |
| 2017       | 1. kör Darija Jurak         | Alizé Cornet Magda Linette       | 2. kör Darija Jurak           | Hibino Nao Alicja Rosolska             | 1. kör Arina Rodionova       | Andreja Klepač MJ Martínez Sánchez     | 2. kör Nagyija Kicsenok  | J Makarova J Vesznyina            |
| 2018       | 3. kör Nagyija Kicsenok     | I-C Begu Monica Niculescu        | 2. kör Nagyija Kicsenok       | Tuan Jing-jing A Szasznovics           | 2. kör Nagyija Kicsenok      | Babos Tímea Kristina Mladenovic        | 1. kör Nagyija Kicsenok  | Magda Linette Ajla Tomljanović    |
| 2019       | 1. kör Ana Bogdan           | B Krejčíková K Siniaková         | –                             | –                                      | –                            | –                                      | –                        | –                                 |
| 2020       | –                           | –                                | –                             | –                                      | elmaradt                     | elmaradt                               | –                        | –                                 |
| 2021       | –                           | –                                | –                             | –                                      | –                            | –                                      | 3. kör Arina Rodionova   | Marie Bouzková Lucie Hradecká     |

## Év végi világranglista-helyezései
| Év     | 1997 | 1998 | 1999 | 2000 | 2001 | 2002 | 2003 | 2004 | 2005 | 2006 | 2007 | 2008 | 2009 | 2010 | 2011 | 2012 | 2013 | 2014 | 2015 | 2016 | 2017 | 2018  | 2019  | 2020 |
| Egyéni | 793. | 473. | 355. | 234. | 192. | 117. | 165. | 215. | 167. | 82.  | 79.  | 97.  | 97.  | 63.  | 108. | 134. | 161. | 183. | 228. | 792. | 388. | 1123. | –     | –    |
| Páros  | 614. | 558. | 433. | 390. | 122. | 107. | 137. | 97.  | 79.  | 56.  | 61.  | 40.  | 44.  | 26.  | 28.  | 23.  | 25.  | 18.  | 47.  | 40.  | 47.  | 52.   | 1207. | –    |